# 本伍德 (印第安納州)
本伍德（英語：Benwood）是位於美國印第安納州克萊縣的一個非建制地區。該地的面積和人口皆未知。

## 地理
本伍德的座標為39°33′40″N 87°06′51″W / 39.56111°N 87.11417°W，而該地的平均海拔高度為204米（即669英尺）。